# Adrian Tekliński
Adrian Tekliński (ur. 3 listopada 1989 w Brzegu) – polski kolarz torowy i szosowy, mistrz świata w scratchu (2017), medalista mistrzostw Europy w scratchu (2015, 2016), wielokrotny mistrz Polski, rezerwowy w sprincie drużynowym podczas Igrzysk Olimpijskich w Londynie (2012).

## Kariera sportowa

### Mistrzostwa świata
- 2009: 1 km ze startu zatrzymanego - 19. miejsce
- 2010: 1 km ze startu zatrzymanego - 19. miejsce, sprint indywidualnie - 35. miejsce
- 2011: 1 km ze startu zatrzymanego - 15. miejsce, sprint indywidualnie - 39. miejsce, keirin - 19-24. miejsce
- 2012: 1 km ze startu zatrzymanego - 16. miejsce,
- 2013: scratch - nie ukończył
- 2015: scratch - 16. miejsce
- 2017: scratch - 1. miejsce

### Mistrzostwa Europy
- 2010: sprint indywidualnie - 13-24. miejsce, keirin - 6. miejsce
- 2011: keirin - 13-16. miejsce
- 2013: 4000 m drużynowo na dochodzenie - 12. miejsce, omnium - 12. miejsce
- 2014: omnium - 4. miejsce, scratch - 7. miejsce, madison - 11. miejsce
- 2015: scratch - 3. miejsce, omnium - 9. miejsce
- 2016: scratch - 2. miejsce, omnium - 8. miejsce, 4000 m drużynowo na dochodzenie - 8. miejsce

### Mistrzostwa Europy U-23
- 2008: sprint drużynowo: 3. miejsce
- 2009: sprint drużynowo: 3. miejsce
- 2010: sprint drużynowo: 3. miejsce

### Mistrzostwa Europy juniorów
- 2006: sprint drużynowo: 3. miejsce

### Mistrzostwa Polski seniorów
- sprint indywidualnie: 2 m. (2009, 2010), 3 m. (2011)
- sprint drużynowo: 1 m. (2009, 2010, 2011), 2 m. (2008), 3 m. (2012)
- 1000 m ze startu zatrzymanego: 1 m. (2010, 2011), 2 m. (2009, 2013), 3 m. (2008)
- 4000 m indywidualnie na dochodzenie: 1 m. (2016), 2 m. (2014), 3 m. (2013)
- 4000 m drużynowo na dochodzenie: 1 m. (2013, 2014), 3 m. (2013, 2015)
- madison: 1 m. (2016), 2 m. (2013)
- keirin: 1 m. (2009, 2010), 3 m. (2011)
- wyścig długodystansowy (50 km): 1 m. (2012, 2015)
- scratch: 1 m. (2013, 2014), 2 m. (2012)
- omnium: 1 m. (2013, 2015, 2016), 2 m. (2014), 3 m. (2012)

Został zdyskwalifikowany przez Polską Agencję Antydopingową na okres czterech lat od 30 października 2020 do 29 października 2024 w związku z wykryciem erytropoetyny.